# Ranunculus conjugens
Ranunculus conjugens är en ranunkelväxtart som beskrevs av George Gunnar Marklund och S. Ericsson. Ranunculus conjugens ingår i släktet ranunkler, och familjen ranunkelväxter. Inga underarter finns listade i Catalogue of Life.